# Trasporti in Islanda
Questa voce raccoglie le principali tipologie di trasporti in Islanda.

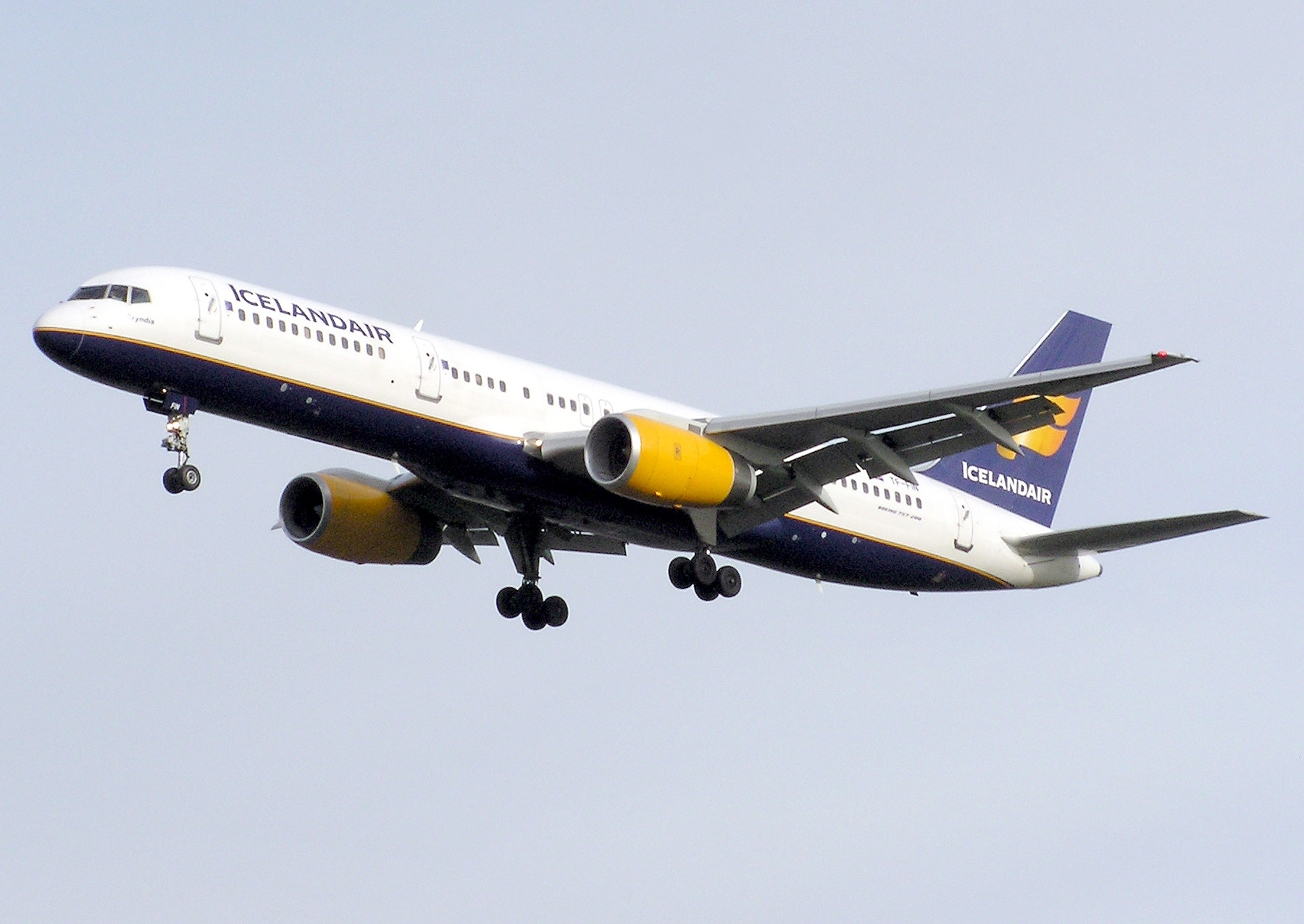
Trasporti in Islanda: Boeing 757-200 dell'Icelandair

## Trasporti su rotaia
L'Islanda non dispone di ferrovie, né tranvie o reti di metropolitana. L'unica ferrovia esistente fu costruita all'inizio del XX secolo per il trasporto merci, e smantellata pochi anni dopo. Di essa restano 2 piccole locomotive a vapore conservate in un museo di Reykjavík.

## Trasporti stradali
Costruzioni pianificate di strade cominciarono attorno al 1900, anche se solo dal 1980 si è avuta una forte espansione in tutta la nazione.

### Rete stradale
Le strade pubbliche si sviluppano per totali 13.034 km, incluse le piste delle zone interne, regolamentate da un apposito organismo (dati 2005):
- strade asfaltate: 4.617 km
- piste bianche: 8.338 km (contrassegnate dalla lettera F davanti al numero identificativo)

La strada principale è la Hringvegur, contrassegnata dal numero 1 e in massima parte asfaltata, che percorre un anello chiuso lungo tutta la costa dell'isola.

### Reti filoviarie
Non sono presenti sistemi filoviari.

### Autolinee
In tutte le zone abitate sono presenti aziende pubbliche e private che gestiscono trasporti urbani, suburbani, interurbani e turistici esercitati con autobus. Nella capitale, Reykjavík, l'operatore del servizio urbano è Strætó bs..

## Trasporti marittimi
Importanti collegamenti di linea sono effettuati tra le principali località costiere.

### Porti
In totale: 86 (dati 1999)

#### Porti e scali principali
Akureyri, Hornafjörður, Ísafjörður, Keflavík, Raufarhöfn, Reykjavík, Seyðisfjörður, Straumsvík e Vestmannaeyjar.

## Trasporti aerei
La compagnia aerea nazionale, Icelandair è uno dei maggiori datori di lavoro del Paese: esercita collegamenti interni tra la capitale Reykjavík e le altre principali città, oltre ad importanti voli internazionali con l'Europa ed il Nordamerica.
L'unica compagnia low cost islandese era WOW air, che ha assorbito nel corso del 2012 Iceland Express e ha chiuso a marzo 2019
Nel marzo del 2021 nasce una nuova compagnia aerea low costa chiamata Play che effettua collegamenti tra Europa e Islanda 

### Aeroporti
Il principale aeroporto internazionale dell'isola è l'Aeroporto di Keflavík. L'Aeroporto di Reykjavík è invece principalmente usato per voli interni.
In tutta l'Islanda sono presenti 86 aeroporti, di cui:
a) con piste di rullaggio pavimentate: 12
- oltre 3047 m: 1
- da 2438 a 3047 m: 0
- da 1524 a 2437 m: 4
- da 914 a 1523 m: 7

b) con piste di rullaggio non lastricate: 74
- da 1524 a 2437 m: 3
- da 914 a 1523 m: 19
- sotto 914 m: 52

(dati 1999)